# Hay (ciruela)
Hay es una variedad cultivar de ciruelo (Prunus domestica), de las denominadas ciruelas europeas. Una variedad de ciruela criada por R.W. Sidwell, Evesham, Worcestershire (Inglaterra). Fruta de tamaño de pequeño a mediano, con piel de color amarillo dorado con manchas o estrías longitudinales de color verde, chapa variable rosa ciclamen, o totalmente sin chapa, punteado abundante, menudo, blanquecino, prácticamente sin aureola, y pulpa de color amarillo calabaza, textura bastante blanda, muy jugosa, y sabor subácido y poco rico.

## Historia
'Hay' es una variedad de ciruela cultivada por R.W. Sidwell, Evesham, Worcestershire (Inglaterra).
'Hay' está cultivada en la National Fruit Collection (Colección Nacional de Fruta) de Reino Unido, con el número de accesión: 1953 - 130 y nombre de accesión : Hay. Recibido por "The National Fruit Trials" (Probatorio Nacional de Frutas) en 1953.

## Características
'Hay' árbol de crecimiento medio crecimiento esparcido. Los árboles son bastante robustos y medianamente resistentes a las heladas. Tiene un tiempo de floración que comienza a partir del 17 de abril con el 10% de floración, para el 21 de abril tiene una floración completa (80%), y para el 2 de mayo tiene un 90% de caída de pétalos.
'Hay' tiene una talla de tamaño pequeño a medio con peso promedio de 14.60gr, y longitud de tallo promedio de 9.63mm; forma del fruto ovalado oblongo, ligeramente asimétrico, presentando sutura visible, con línea de color indefinido, grisáceo o verdoso, transparente, situada en una depresión muy suave, más acentuada en el polo pistilar;epidermis cuya piel es lisa, brillante, poco pruinosa, con la pruina blanquecina muy fina, no se aprecia pubescencia, la piel de color amarillo dorado con manchas o estrías longitudinales de color verde, chapa variable rosa ciclamen, o totalmente sin chapa, punteado abundante, menudo, blanquecino, prácticamente sin aureola; Pedúnculo longitud y grosor medio, pubescente, insertado en una cavidad peduncular muy estrecha, casi superficial, poco rebajada en el lado de la sutura y casi imperceptiblemente rebajada en el opuesto; pulpa de color amarillo calabaza, textura bastante blanda, muy jugosa, y sabor subácido y poco rico.
Hueso adherido, medio, elíptico redondeado, surcos discontinuos, polo pistilar muy amplio, superficie escabrosa con frecuentes orificios junto al borde dorsal.
Su tiempo de recogida de cosecha se inicia en su maduración a principios de agosto. Para disfrutar su aroma y sabor plenamente es mejor comerla completamente madura.

## Cultivo
Utilizada como ciruela de postre con fruta jugosa dulce y bastante suave, también se usa como ciruela de cocina para hacer mermelada, especialmente cuando está poco maduro.